# جائزة اليونسكو كونفوشيوس للتحصيل
تعترف اليونسكو عبر جائزة كونفوشيوس للتحصيل بأنشطة الأفراد المتميزين والحكومات والوكالات الحكومية والمنظمات غير الحكومية التي تعمل في محو الأمية الموجهة للكبار في المناطق الريفية والشباب خارج المدرسة، وبخاصة النساء والفتيات. تأسست الجائزة في عام 2005 بدعم من حكومة جمهورية الصين الشعبية تكريما للعالم الصيني العظيم كونفوشيوس. وهي جزء من جوائز محو الأمية الدولية، التي تمنحها اليونسكو كل عام تقديراً للتميز والتجارب الملهمة في مجال محو الأمية في جميع أنحاء العالم. تقدم جائزة كونفوشيوس جائزتين تبلغ كل منهما 20 ألف دولار أمريكي، وميدالية ودبلوم، بالإضافة إلى زيارة دراسية لمواقع مشاريع محو الأمية في الصين.
الجائزة مفتوحة للمؤسسات أو المنظمات أو الأفراد الذين يظهرون مزايا بارزة في محو الأمية، وخاصة الذين يحققون نتائج فعالة ويعززون الأساليب المبتكرة. يتم اختيار الفائزين من قبل لجنة التحكيم الدولية المعينة من قبل المدير العام لليونسكو، والتي تجتمع في باريس مرة واحدة في السنة. تُمنح الجائزة في حفل رسمي أقيم لهذا الغرض في مقر اليونسكو في باريس بمناسبة اليوم العالمي لمحو الأمية (8 سبتمبر).

## الحاصلون على الجائزة حسب السنة
- 2019 [2]
  - "Camacol Antioquia" في كولومبيا لبرنامج أوبراس إسكوالا
  - "BASAbali" في إندونيسيا لبرنامج BASAbali Wiki
  - "Nuovo Comitato il Nobel per I Disabili" في إيطاليا لبرنامج TELL ME - مسرح التعليم وتعلم القراءة والكتابة للمهاجرين في أوروبا
- 2018 [3]
  - منظمة حركة محو الأمية في جمهورية إيران الإسلامية للتعليم الموحد لمحو الأمية وبرنامج مهارات الكمبيوتر الأساسية للرخصة الدولية لقيادة الحاسب الآلي
  - خدمة السجون النيجيرية في نيجيريا لجامعة نيجيريا المفتوحة iNational - مراكز دراسة السجون وبرنامج التعليم العام للنزلاء
  - مؤسسة Elche Acoge في إسبانيا لبرنامج اللغة الإسبانية كلغة ثانية للمهاجرين البالغين
- 2017
  - AdulTICoProgram ( كولومبيا ) لتدريس الكفاءات الرقمية لكبار السن
  - مؤسسة Citizens ( باكستان ) لبرنامج Aagahi لمحو الأمية للنساء والفتيات خارج المدرسة
  - FunDza ( جنوب إفريقيا ) لمشروع القراء والكتاب لتطوير ثقافة القراءة والكتابة من أجل المتعة من خلال منصة على الإنترنت
- 2016
  - قسم التعليم الأساسي في جنوب أفريقيا حملة Kha Ri Gude لمحو الأمية الجماعية
  - منظمة Jan Shikshan Sansthan في ولاية كيرالا ، الهند لبرنامجها ، التنمية المهنية والمهارات من أجل التنمية المستدامة
  - مديرية محو الأمية واللغات الوطنية في السنغال لبرنامجها الوطني التربوي للشباب والكبار الأميين من خلال تكنولوجيا المعلومات والاتصالات [4]
- 2015
  - سونيا ألفاريز ، مدرسة خوان لويس فيفيس في فالبارايسو ، مدرسة في تشيلي ، معترف بها لبرنامجها "محو الأمية للأشخاص المحرومين من الحرية
  - تم تكريم جمعية Svatobor ، في سلوفاكيا ، لبرنامجها "Romano Barardo" ، الذي يساعد الغجر على التغلب على الاستبعاد الاجتماعي والتمتع بحقوق الإنسان الأساسية.
  - منصة الجمعيات المسؤولة عن ASAMA و Post-ASAMA ، وهي منظمة غير حكومية في مدغشقر طورت نهجًا شاملاً لتحقيق الأهداف الإنمائية للألفية (MDGs) [5]
- 2012
  - قسم التعليم المستمر وتعليم الكبار - برنامج التعليم غير الرسمي والتعليم المستمر - ( بوتان )
  - مديرو مؤسسة Transformemos ماريا أورورا كاريلو رودولفو أرديلا - نظام تفاعلي Transformemos Educando - ( كولومبيا )
  - (إشادة شرفية) إدارة محو الأمية بوزارة التربية والتعليم - برنامج محو الأمية ومحو الأمية: وسائل التمكين والاندماج الاجتماعي والاقتصادي للمرأة في المغرب - ( المغرب )
- 2011:
  - غرفة للقراءة - ( الولايات المتحدة )
  - Collectif Alpha Ujuvi - ( جمهورية الكونغو الديمقراطية )
  - (مع مرتبة الشرف) الدكتور الله بخش مالك ، البنجاب ، ( باكستان )
- 2010:
  - محافظة الإسماعيلية - ( مصر )
  - ائتلاف المزارعات (COWFA) - ( ملاوي )
  - مركز التعليم غير الرسمي - ( نيبال )
- 2009:
  - SERVE أفغانستان - ( أفغانستان )
  - المجلس البلدي لتنسيق محو الأمية - ( الفلبين )
- 2008:
  - جمعية تعليم الكبار وغير النظامي (ANFEAE) ( إثيوبيا )
  - عملية ترقية ( جنوب أفريقيا )
- 2007:
  - تعليم إعادة التوجيه الأسري والتمكين (مجانًا) ( نيجيريا )
  - أيادي الخير واقرأ ( الولايات المتحدة الأمريكية )
- 2006:
  - وزارة التربية الوطنية بالمملكة المغربية ، لمبادرتها الوطنية المبتكرة لمحو الأمية
  - مديرية محو الأمية والتعليم المستمر في ولاية راجاستان ، لتعلمها المفيد من خلال برنامج محو الأمية والتعليم المستمر في ولاية راجاستان ( الهند )

## روابط خارجية
- UNESCO International Literacy Prizes website